# Swimming Pools (Drank)
Swimming Pools (Drank) è un singolo del rapper statunitense Kendrick Lamar, pubblicato il 31 luglio 2012 come primo estratto dal secondo album in studio Good Kid, M.A.A.D City.

## Tracce
Download digitale
1. Swimming Pools (Drank) – 4:07